# Kurt Sprengel

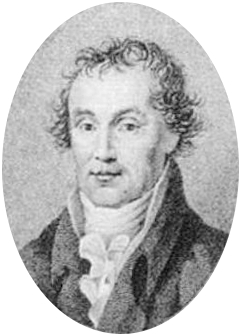
Kurt Sprengel, vor 1875

Kurt Polycarp Joachim Sprengel (latinisiert Curtius Sprengel, * 3. August 1766 in Boldekow bei Anklam in Pommern; † 15. März 1833 in Halle an der Saale) war ein deutscher Mediziner, Botaniker, Pathologe und Medizinhistoriker. Er war Neffe von Christian Konrad Sprengel (1750–1816). Sein offizielles botanisches Autorenkürzel lautet „Spreng.“

## Leben und Wirken
Kurt Sprengel war der Sohn eines Lehrers und späteren Geistlichen namens Johann Friedrich Sprengel (1726–1808 oder 1810) und seiner Frau Christiane Sophie Adelung (* ca. 1730), einer Schwester des Germanisten Johann Christoph Adelung (1731–1806). Die Eltern heirateten am 10. März 1760.
Durch seinen Vater und einen Hauslehrer hatte Kurt Sprengel Sprachunterricht erhalten. Am 16. April 1785 wurde Sprengel an der Universität Halle immatrikuliert, wo er zunächst Theologie, dann aber Medizin studierte. 1787 wurde er mit dem Thema Rudimentorum nosologiae dynamicorum prolegomena promovierte. Am 17. August 1787 schloss er sein Studium mit der Promotion ab und wurde Privatdozent mit einem Jahreseinkommen von 50 Talern.
Bis zum Jahr 1795 praktizierte er als Arzt, Geheimer Medizinalrat und war außerordentlicher Professor. Ab dem Jahre 1789 las er zunächst Vorlesungen als Extraordinarius, wurde aber 1795 zum ordentlichen Professor der Medizinischen Fakultät berufen. Zusätzlich kam ab 1797 das Ordinariat der Botanik hinzu. 1795 wurde er Direktor des 1696 gegründeten Botanischen Gartens Halle. Er wirkte in Halle zudem als Hofmedikus.
Aus seiner 1791 geschlossenen Ehe mit der Tochter des wohlhabenden Kröllwitzer Papierfabrikanten Keferstein, der Sophia Henriette Caroline Keferstein (1767–1839) gingen drei Söhne, Wilhelm (1792–1828), Gustav (1794–1841) und Anton (1803–1854), hervor. Darüber hinaus war er Vormund des Baumschulgärtners August Dieskau (1805–1889).
Als Direktor des Botanischen Gartens in Halle brachte er diesen zu einer großen Reputation. Er mikroskopierte und disputierte u. a. mit Johann Wolfgang von Goethe (1749–1832) und empfing dessen Besuch in seinem Haus am Jägerplatz (heute Jägerplatz 24). So besuchte Goethe ihn am Sonntag, den 11. Juli 1802 und besichtigte mit Sprengel den Botanischen Garten. Dieses Wohnhaus neben dem Botanischen Garten wurde im Jahre 1794 eigens für Sprengel errichtet. Sprengel, dessen Geschichte der Medizin im 19. Jahrhundert ein medizinhistorisches Standardwerk war, gilt als einer der Väter der medizinischen Geschichtsschreibung.
Kurt Sprengels letzte Ruhestätte liegt auf dem hallischen Laurentiuskirchhof, unweit seines Domizils am Jägerplatz sowie des Botanischen Gartens.

## Ehrungen
Im Jahr 1791 wurde er zum Mitglied der Leopoldina gewählt. 1793 wurde er zum korrespondierenden Mitglied der Göttinger Akademie der Wissenschaften gewählt. Seit 1809 war er auswärtiges Mitglied der Bayerischen Akademie der Wissenschaften und korrespondierendes Mitglied der Königlich Niederländischen Akademie der Wissenschaften (damals Koninklijk Instituut).
Joseph August Schultes benannte 1809 nach ihm die Gattung Sprengelia der Familie Malvengewächse (Malvaceae). Adelbert von Chamisso und Diederich Franz Leonhard von Schlechtendal benannten 1826 Sprengel zu Ehren die Pflanzengattung Curtia.

## Schriften (Auswahl)
- Beiträge zur Geschichte des Pulses. Meyer, Leipzig / Breslau 1787 (Digitalisat).
- Galens Fieberlehre. Meyer, Leipzig / Breslau 1788 (Digitalisat).
- Apologie des Hippokrates und seiner Grundsätze. Leipzig 1789 (Digitalisat).
- Versuch einer pragmatischen Geschichte der Arzneikunde. Halle 1799, urn:nbn:de:hbz:061:2-149062.
  - 2., umgearbeitete Auflage ebenda 1800 ff.: Band 1 (urn:nbn:de:hbz:061:2-147199), Band 2 (urn:nbn:de:hbz:061:2-147208), Band 3 (urn:nbn:de:hbz:061:2-147215), Band 4 (urn:nbn:de:hbz:061:2-147224), Band 5 (urn:nbn:de:hbz:061:2-147234)
- Handbuch der Pathologie. 3 Bände, Schäfer, Leipzig 1795–1797 (Band 1, Band 2, Band 3).
- Antiquitatum botanicarum specimen primum. Leipzig 1798 (Digitalisat).
- Der botanische Garten der Universität zu Halle im Jahre 1799. Kümmel, Halle 1800 (Digitalisat).
- Handbuch der Semiotik.
  - 1. Auflage. Halle 1801 (Digitalisat).
  - Neue Auflage. Wien 1815 (Digitalisat).
- Gartenzeitung oder Repertorium neuer, gemeinnütziger und wissenwürdiger Dinge in allen Zweigen der Gartenkunst. 4 Bände, Johann Jakob Gebauer, Halle 1804–1806 (Band 2, Band 3, Band 4) – als Herausgeber.
- Florae halensis.
  - 1. Auflage: Florae halensis tentamen novam. Kümmel, Halle 1806 (Digitalisat).
    - Mantissa prima florae halensis. Kümmel, Halle 1807 (Digitalisat, Digitalisat).
    - Observationes botanicae in floram halensem. Mantissa secunda. Kümmel, Halle 1811 (Digitalisat).

  - 2. Auflage: Florae halensis. Kümmel, Halle 1832 (Digitalisat).
- Historia rei herbariae. 2 Bände, Amsterdam 1807–1808 (Band 1, Band 2).
  - Geschichte der Botanik. 2 Bände, Altenburg / Leipzig 1817–1818 (Band 1, Band 2).
- Index plantarum quae in horto botanico halensi anno 1807 viguerunt. Gebauer, Halle 1807 (Digitalisat).
- Anleitung zur Kenntniss der Gewächse. In Briefen. 3 Teile.
  - 1. Auflage. Kümmel, Halle 1802–1804 (Teil 1, Teil 2, Teil 3).
  - 2. Auflage. Kümmel, Halle 1817–1818 (Teil 1, Teil 2, Teil 3).
- Caroli Linnaei Philosophia botanica, in qua explicantur Fundamenta botanica cum definitionibus partium, exemplis terminorum, observationibus rariorum, adjectis figuris aeneis. Kümmel, Halle 1809 (Digitalisat).
- Institutiones medicae. 6 Bände, 1809–1816:
  - Band 1: Physiologicae, pars prior. Amsterdam 1809 (Digitalisat).
  - Band 2: Physiologicae, pars secunda. Amsterdam 1810 (Digitalisat).
  - Band 3: Pathologia generalis. Amsterdam 1813 (Digitalisat).
  - Band 4: Pathologia specialis. Amsterdam 1814 (Digitalisat).
  - Band 5: Pharmacologica. F. A. Brockhaus 1816 (Digitalisat).
  - Band 6, Teil 1: Therapia generalis F. A. Brockhaus 1816 (Digitalisat).
  - Band 6, Teil 2: Medicina forensis F. A. Brockhaus 1816 (Digitalisat).
- Von dem Bau und der Natur der Gewächse. K. A. Kümmel, Halle 1812 (Digitalisat).
- Plantarum umbelliferarum denuo desponendarum prodromus. Halle 1813 (Digitalisat).
- Plantarum minus cognitarum pugillus. 2 Teile, Kümmel, Halle 1813–1815 (Band 1, Band 2).
- Animadversiones castrenses. Halle 1816 (Digitalisat) – verteidigt durch Wilhelm Sprengel.
- Species Umbelliferarum minus cognitae. Halle 1818 (Digitalisat).
- Jahrbücher der Gewächskunde. Berlin / Leipzig [1818]–1820 (Digitalisat) – als Herausgeber mit Heinrich Adolf Schrader und Heinrich Friedrich Link.
- Geschichte der Chirurgie. Halle 1819.
- Geschichte der Medizin. 1820.
- Narcissorum conspectus. 1820 (Digitalisat) – Vorabdruck aus Neue Entdeckungen im ganzen Umfang der Pflanzenkunde. Band 2, 1821, S. 3–32 (Digitalisat).
- Grundzüge der wissenschaftlichen Pflanzenkunde. Carl Cnobloch, Leipzig 1820 (Digitalisat).
- Neue Entdeckungen im ganzen Umfang der Pflanzenkunde. 3 Bände, Friedrich Fleischer, Leipzig 1820–1822 (Digitalisat).
- Theophrast’s Naturgeschichte der Gewächse. 2 Bände. Altona 1822 – als Übersetzer.
- Pedanii Dioscoridis Anazarbei De materia medica libri quinque. 2 Teile, Cnobloch, Leipzig 1829–1830 – als Herausgeber.

Zeitschriftenbeiträge
- Dissertatio de Germanis, rei herbariae patribus. In: Denkschriften der Königlichen Akademie der Wissenschaften zu München für die Jahre 1811 und 1812. München 1812, S. 185–216 (Digitalisat, Digitalisat).
- Genera nonnulla plantarum ex Umbellatarum ordine, illustrata et revisa. In Natuurkundige verhandelingen von de Hollandsche maatschappij der wetenschappen te Haarlem. Band 7, Nr. 1, 1814, S. [121]–132 (Digitalisat).
- Wikströmia, novum plantae genus. In: Kongl. Vetenskaps Academiens Handlingar. 3. Folge, Band 9, 1821, S. 167–168 (Digitalisat).